# ヤコブ・ネッベ
ヤコブ・ネッベ（Jacob Nöbbe、1850年10月4日 - 1919年3月31日）はドイツの画家である。

## 略歴
シュレスヴィヒ＝ホルシュタイン州のフレンスブルクに生まれた。父親は絵描き職人（master painter）で1867年から1870年まで父親のもとで見習いをした。デュッセルドルフ美術アカデミーで学んだ後、ドレスデン美術学校で、ルートヴィヒ・リヒターやユリウス・ヒュープナーに学んだ。1年ほど肖像画家として働いた後、ベルリン美術アカデミーでも学んだ。ここで、画家のハインリヒ・ペーターゼン＝アンゲルンやキュビールシュキー（Erich Kubierschky）と友人となり、彼らと1882年に故郷に近い、南デンマークのイーヤンソン教区（Egernsund Sogn）にヴィルヘルム・ドレーゼンが中心となって作られた「Künstlerkolonie Ekensund」（エーケンズント芸術家村)のメンバーとなった。
美術教師としてエーケンズントで教えた。教えた画家にはデンマークの北シュレースヴィヒ地方出身のエミール・ノルデやフレンスブルクに生まれのアレクサンダー・エッケナーらがいる。

## 作品

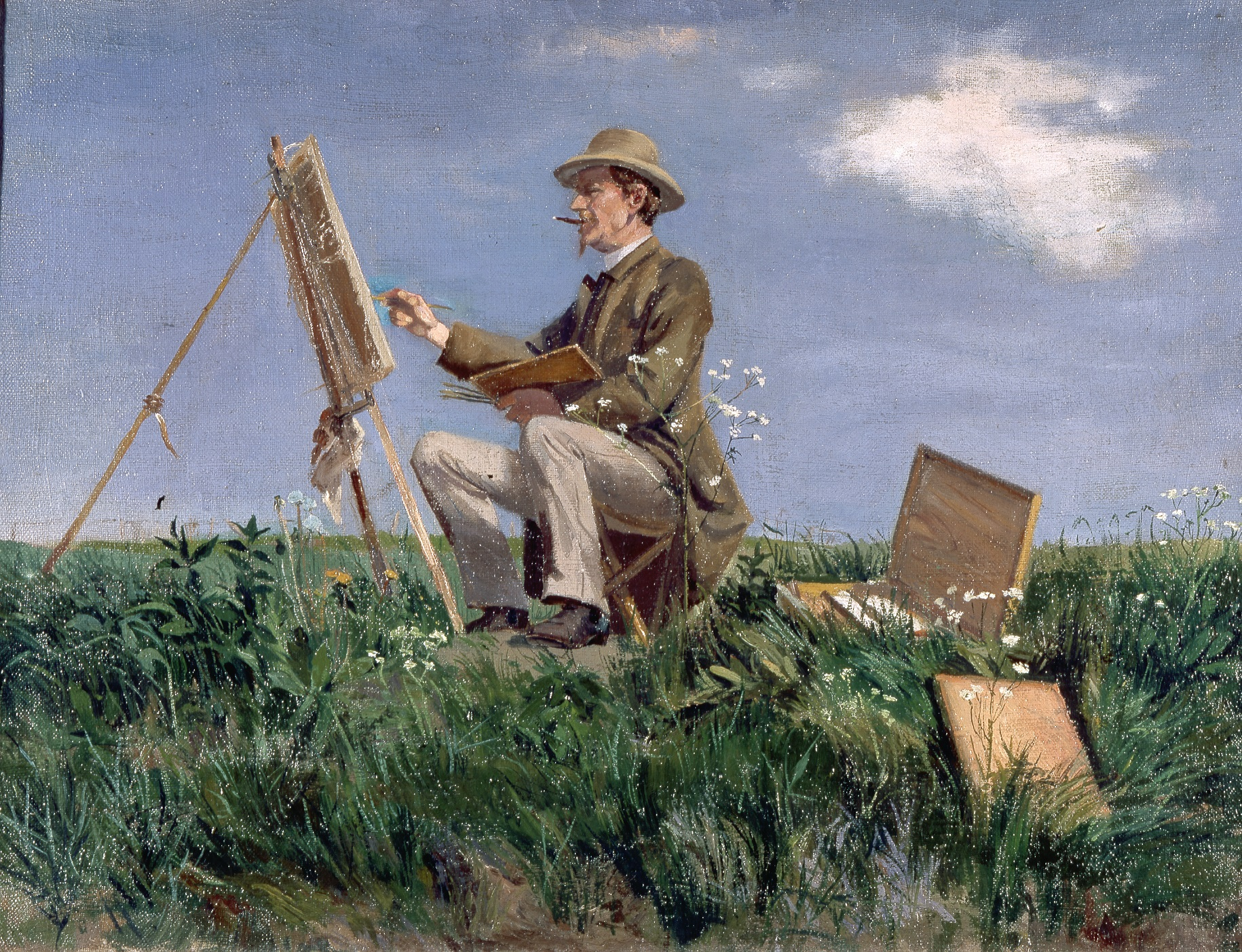
ヴィルヘルム・ドレーゼン
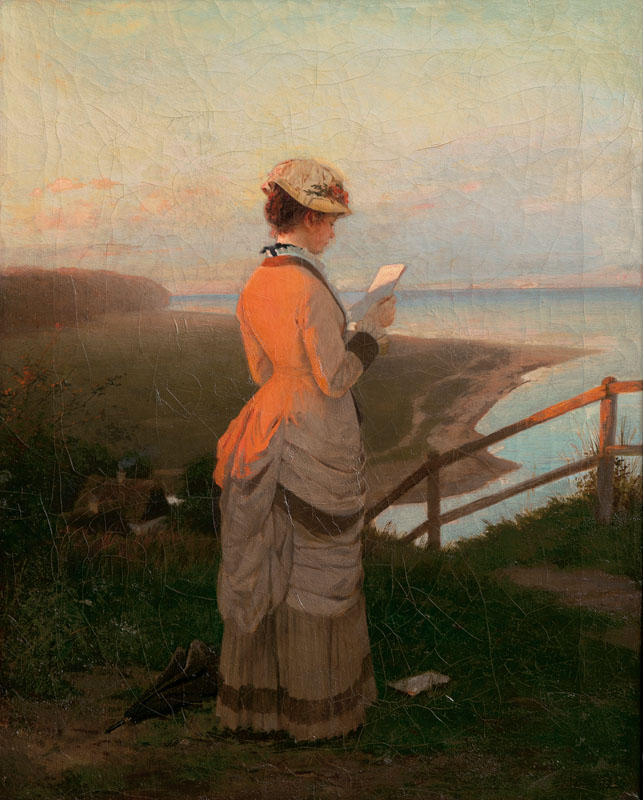
「夕暮れの中」(1882)
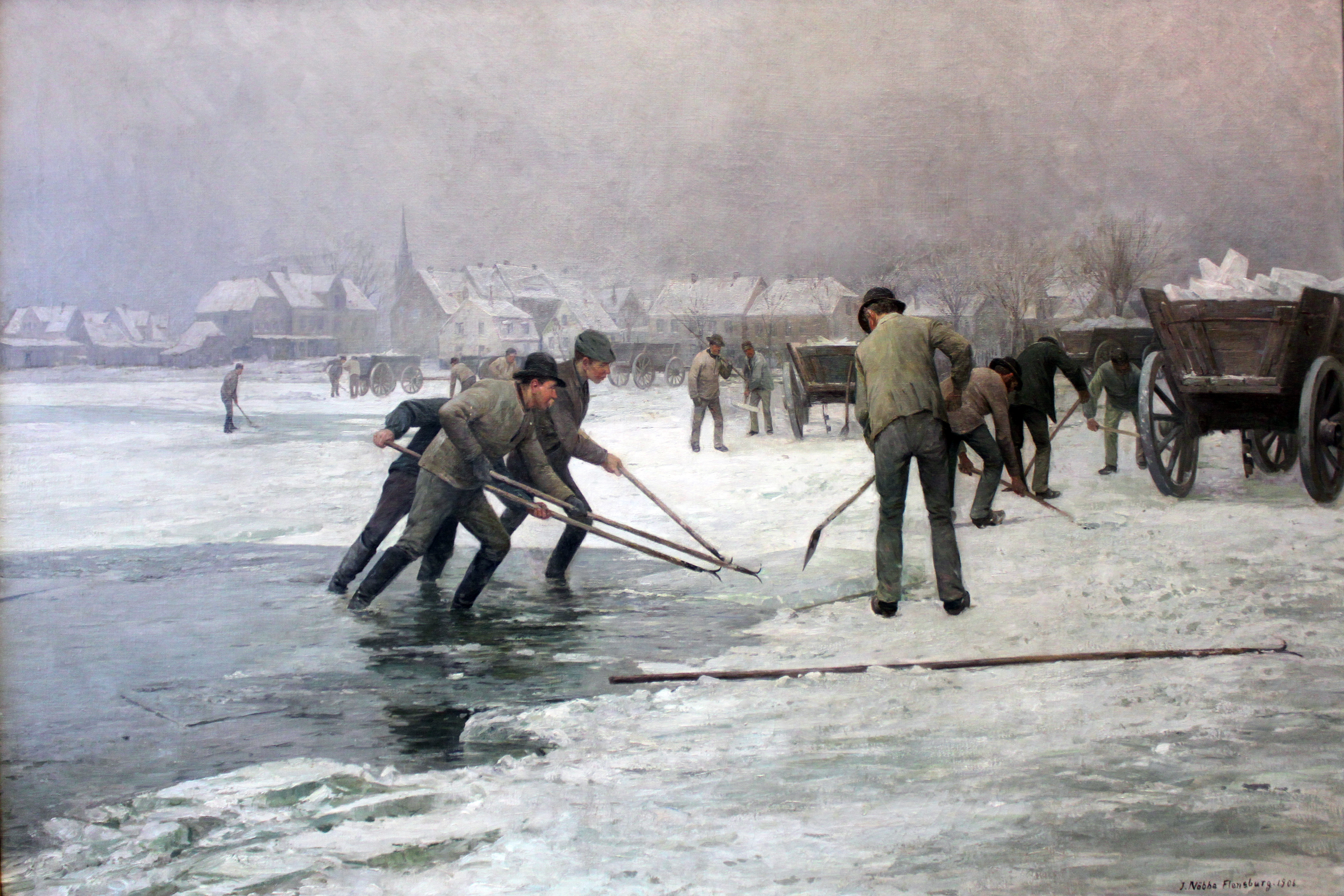
「氷かき」(1906)
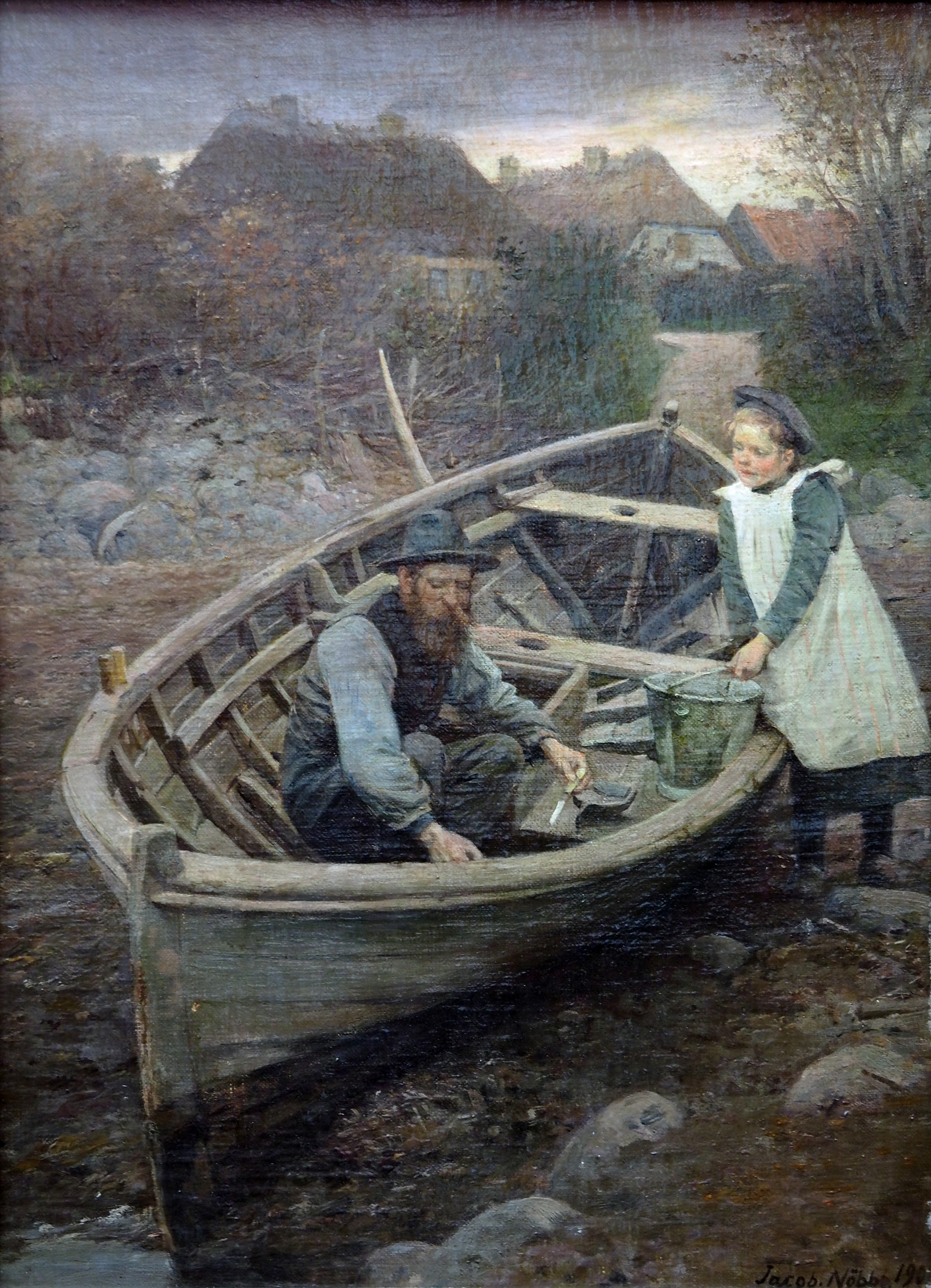
Bei Ekensund
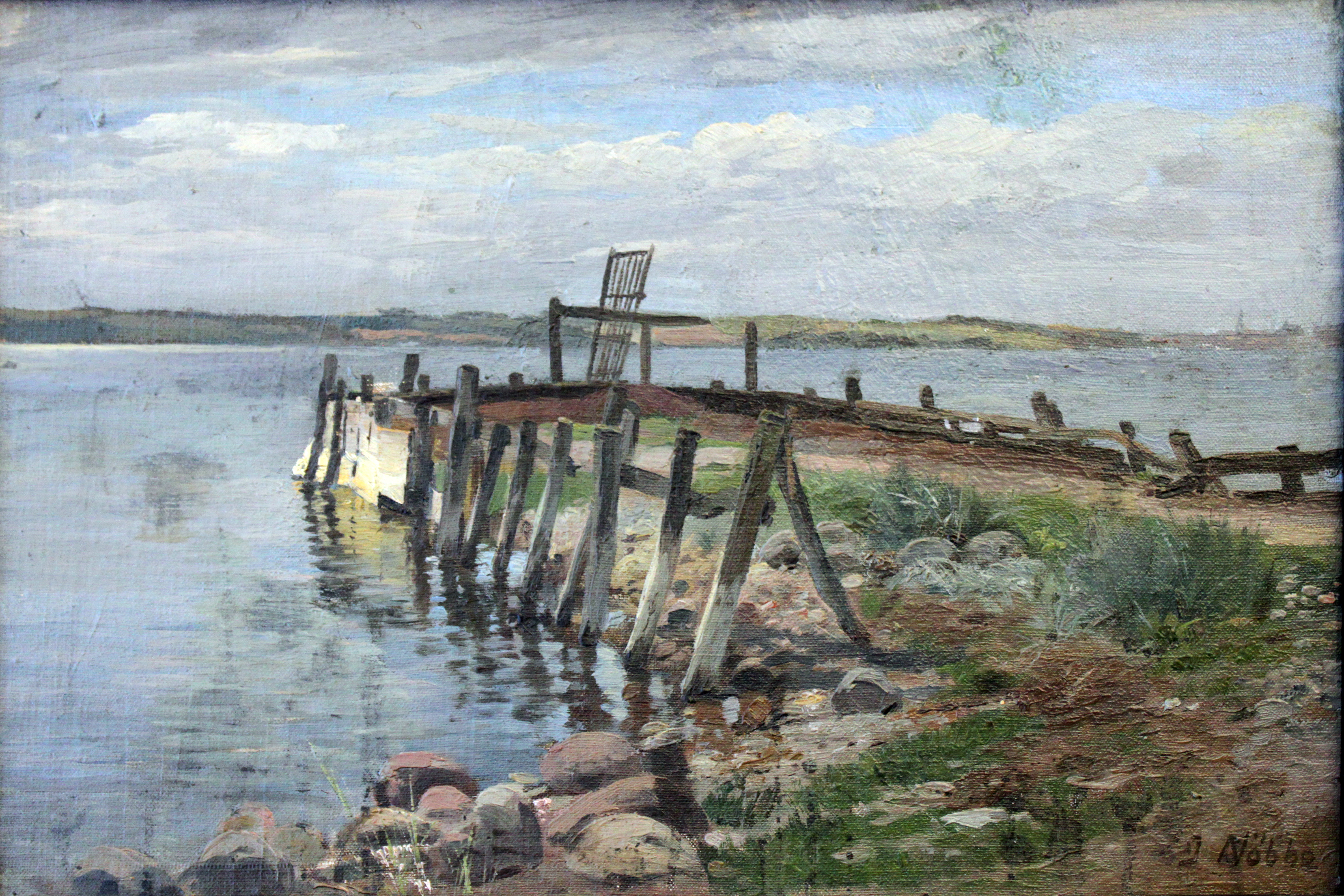
Fiord Shore(1895)
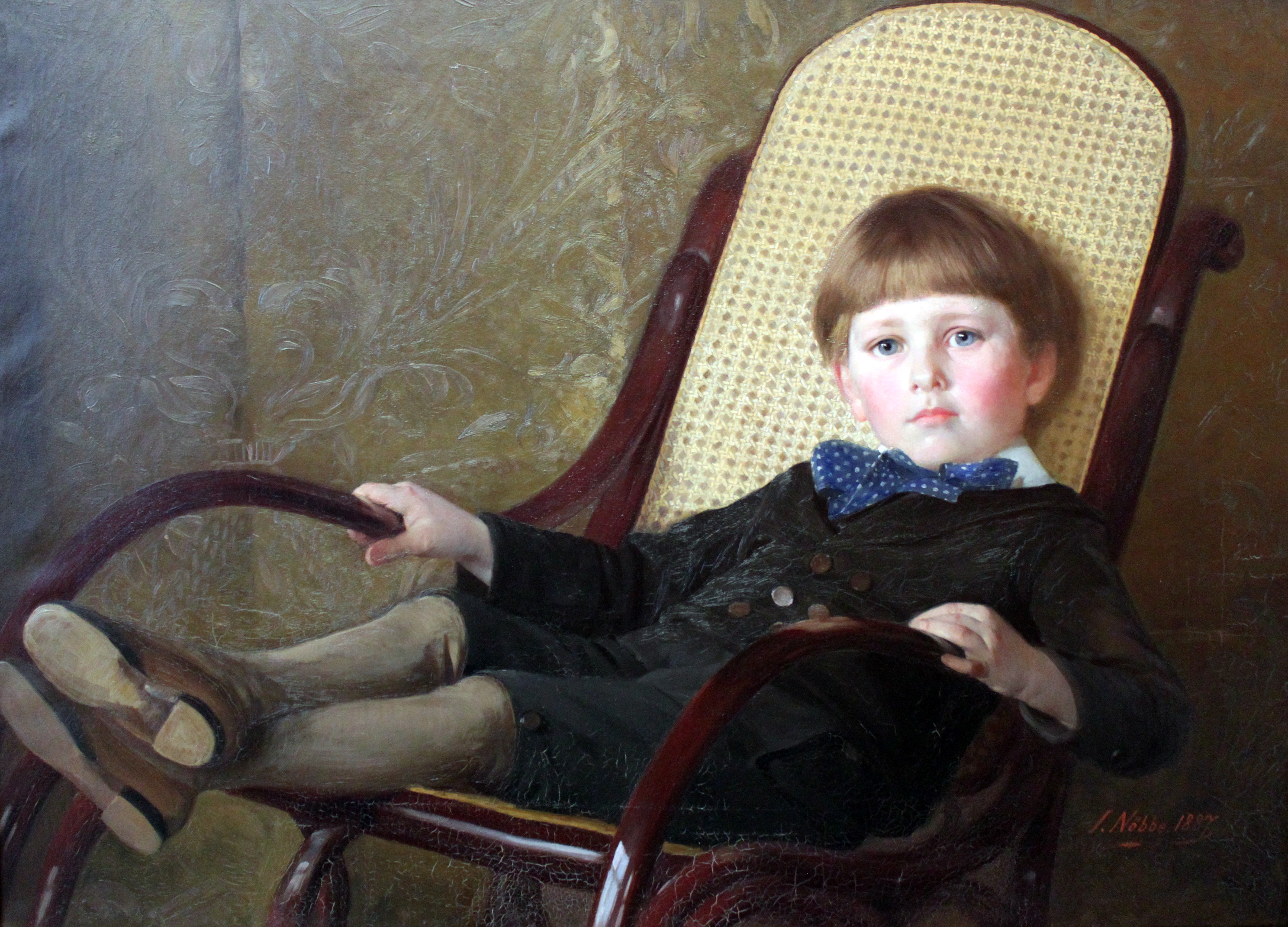
息子